# Грб Зимбабвеа
Грб Зимбабвеа је званични хералдички симбол афричке државе Републике Зимбабве. Грб је усвојен 21. септембра 1981. године, једну годину и пет месеци након усвајања државне заставе.

## Опис
Штит придржавају два кудуа који стоје земљаној плочи из које расту свежањ пшенице, памук и клип кукуруза. На плочи се протеже и трака са исписаним државним геслом „UNITY, FREEDOM, WORK“ („јединство, слобода, рад“).
Штит је подељен на два поља. Горње се састоји од четрнаест вертикалних таласа, који су наизменично обојани у бело и плаво. У доњем зеленом пољу приказане су зидине града Велики Зимбабве, симбол средњовековног Краљевства Велики Зимбабве. Иза штита се налази мотика укрштена са аутоматском пушком, а обоје су повезани са испреплетеним тракама зелене и златне свиле. Изнад штита налазе се петкорака црвена звезда и Птица Великог Зимбабвеа, које су такође приказане и на застави.
Симболизам појединих детаља на грбу је следећи:
- кудуи - јединство различитих етничких скупина у Зимбабвеу
- земљана плоча са биљкама - потреба за осигуравањем животних основа народу
- трака са геслом - потреба за одржавањем народног јединства и очувањем слободе
- зелени штит - плодност земље и богатство водом
- Велики Зимбабве - историјско наслеђе земље
- мотика и пушка - борба за мир и демократију, важност и част рада народа Зимбабвеа (такође симбол преласка из рата у мир)
- трака од зелене и златне свиле - финансијско предузетништво и заштита националне економије
- црвена звезда - нада у бољу будућност Зимбабвеа, симбол револуционарне борбе за једнакост свих грађана земље остварене 1980. године и борба за праведније друштво и једнак статус свих грађана
- Птица Великог Зимбабева - национални идентитет
- плаве и беле таласасте линије - Викторијини водопади, вода која доноси просперитет

## Литетатура
- Грб Зимбабвеа на FOTW